# Triarius Maternus
Triarius Maternus Lascivius war ein römischer Politiker und Senator des 2. Jahrhunderts n. Chr.
Maternus’ Beamtenlaufbahn ist weitestgehend unbekannt. Man weiß, dass er legatus iuridicus  (Gerichtsvorsitzender) von Asturia und Gallaecia war und im Jahr 185 den ordentlichen Konsulat bekleidete. Die Historia Augusta berichtet, dass die Prätorianer Maternus am 3. Januar 193 zum Kaiser erheben wollten; Maternus floh aber zu Kaiser Pertinax und verließ schließlich Rom.
Sein Sohn war wohl Aulus Triarius Rufinus, ordentlicher Konsul im Jahr 210.